# Награда Гордон Е. Сојер
Награда Гордон Е. Сојер (енгл. Gordon E. Sawyer Award) почасна је награда коју додељује Академија филмских уметности и наука за „индивидуалца у филмској индустрији чији су технолошки доприноси донели заслуге индустрији”. Награда је добила име у част Гордона Е. Сојера, бившег директора за звук у студију Семјуел Голдвин и троструког добитника Оскара који је тврдио да спискови пређашњих Оскара поређани хронолошки и по категоријама представљају историју развоја филма. Први пут је додељена на 54. Оскару, априла 1982. године. Награда Гордон Е. Сојер се изгласава и додељује по препоруци Академијиног Комитета за научне и техничке награде.

## Списак добитника
- 1981 (54) — Џозеф Вокер
- 1982 (55) — Џон О. Алберг
- 1983 (56) — Џон Г. Фрејн
- 1984 (57) — Линвуд Г. Дан
- 1987 (60) — Фред Хајнс
- 1988 (61) — Гордон Хенри Кук
- 1989 (62) — Пјер Анженјо
- 1990 (63) — Стефан Куделски
- 1991 (64) — Реј Харихаузен
- 1992 (65) — Ерих Кестнер
- 1993 (66) — Петро Влахос
- 1995 (68) — Доналд С. Роџерс
- 1997 (70) — Дон Ајверкс
- 1999 (72) — Родерик Т. Рајан
- 2000 (73) — Ирвин В. Јанг
- 2001 (74) — Едмунд М. Диџулио
- 2003 (76) — Питер Д. Паркс
- 2004 (77) — Такуо Мијагишима
- 2005 (78) — Гари Демос
- 2006 (79) — Реј Фини
- 2007 (80) — Дејвид Графтон
- 2008 (81) — Едвин Кетмул[1]
- 2011 (84) — Даглас Трамбул
- 2013 (86) — Питер Андерсон[2]
- 2014 (87) — Дејвид В. Греј[3]